# 彭俊業

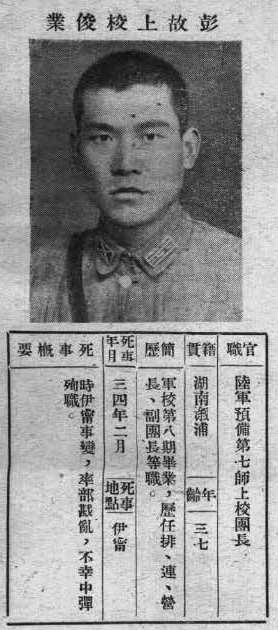
《抗戰軍人忠烈錄》（第一輯）中的彭俊業烈士遺像

彭俊業（1908年—1945年2月），字耕萃，湖南省溆浦縣人。陸軍預備第七師上校團長，軍校第八期畢業，民國34年2月，伊寧事變中率部戡亂，不幸中彈成仁。年37歲。